# Nino Marzoli
Nino Marzoli CR (* 25. Dezember 1938 in Pescara; † 24. Mai 2000) war Weihbischof in Santa Cruz de la Sierra.

## Leben
Paul Leonard Hagarty trat der Ordensgemeinschaft der Resurrektionisten bei und empfing am 17. Dezember 1966  die Priesterweihe. Johannes Paul II. ernannte ihn am 16. April 1988 zum Weihbischof in La Paz und Titularbischof von Nara.
Die Bischofsweihe spendete ihm der Apostolische Nuntius in Bolivien, Santos Abril y Castelló, am 18. Juni desselben Jahres; Mitkonsekratoren waren Luis Sáinz Hinojosa OFM, Erzbischof von La Paz, und Julio Terrazas Sandoval CSsR, Bischof von Oruro.
Der Papst ernannte ihn am 28. August 1992 zum Weihbischof in Santa Cruz de la Sierra.